# 알렉산데르 오모트 킬레
알렉산데르 오모트 킬레(노르웨이어: Aleksander Aamodt Kilde, 1992년 9월 21일~)는 노르웨이의 알파인 스키 선수이다. 2022년 동계 올림픽에서 남자 복합 은메달, 남자 슈퍼대회전 부문 동메달을 획득했고, FIS 알파인 스키 월드컵에서 개인종합 우승 1회 달성했다.